# غيل كولينز
غيل كولينز (بالإنجليزية: Gail Collins) هي صحفية أمريكية، ولدت في 25 نوفمبر 1945 في سينسيناتي في الولايات المتحدة.